# Ramesh Chandra Jha
Ramesh Chandra Jha (en devanagari: रमेशचन्द्र झा, Motihari, Bihar, 8 de mayo de 1928-Motihari, 7 de abril de 1994) fue un poeta y novelista indio conocido también por participar en el Movimiento de independencia de la India. Sus poemas, gazales e historias evocan sobre todo el patriotismo hindú. 
Su padre, Lakshmi Gandhi Narayan Jha, un gandhiano de alto rango renunció a su elección como primer ministro de Bihar para ser más conocido como luchador por la libertad en lugar de político. 
Es abuelo del guionista Sanjeev K Jha.